# Ja sošla s uma
Ja sošla s uma (in russo Я сошла с ума?; più comunemente traslitterato come Ya soshla s uma) è il singolo di debutto del duo musicale russo t.A.T.u., pubblicato il 14 dicembre 2000 come primo estratto dal primo album in studio 200 po vstrečnoj.
Il brano, versione originale in lingua russa della loro hit in inglese All the Things She Said, fu un gran successo in Est Europa e vinse il premio al Miglior video russo scelto dal pubblico agli MTV Video Music Awards 2001.

## Descrizione
Scritta da Sergio Galoyan, Ivan Šapovalov, Elena Kiper e Valerij Polienko, la canzone fu concepita da Elena Kiper dopo un sogno provocatole dall'anestetico di un dentista, nel quale baciava un'altra donna ascoltando le parole Я сошла с ума ("sono impazzita"). Decise dunque, insieme a Šapovalov, di imprimere al duo una connotazione gay, utilizzando quella frase come titolo del primo singolo. Il testo fa riferimento all'amore saffico tra due giovanissime, rappresentato dalle cantanti del duo.
Del brano esistono due versioni: quella originale del 2000 contenuta nell'album 200 po vstrečnoj e prodotta da Ivan Šapovalov, e quella pubblicata nel 2002 nella versione internazionale del disco, 200 km/h in the Wrong Lane, prodotta da Trevor Horn. In quest'ultima il titolo è traslitterato erroneamente (anche secondo gli standard americani) in Ya shosla s uma nel retro della cover e nel CD, e in Ya shola s uma nel libretto. Questa versione presenta la parte cantata originale, ma la base musicale di All the Things She Said. Nella raccolta del duo The Best è presente la versione prodotta da Trevor Horn.

## Video musicale
Il video del brano è stato diretto da Ivan Šapovalov e girato a Mosca nel settembre del 2000. Nelle scene, le due ragazze, al tempo entrambe quindicenni, cantano sotto la pioggia e la neve, vestite in uniforme scolastica. Le due a un certo punto si baciano, sotto gli occhi esterrefatti di una folla che le osserva attraverso il recinto metallico in cui sono rinchiuse. Il video termina ironicamente quando le ragazze girano l'angolo del lungo muro che le teneva in gabbia e si allontanano, svelando che la vera prigioniera, dell'ignoranza, era la folla.
Il video causò molti dibattiti nelle nazioni europee che lo trasmisero per via del tema lesbico, in quanto era allarmante per molti spettatori vedere due ragazze baciarsi. Tuttavia, fu trasmesso lo stesso in TV, inizialmente su MTV Russia nel 2000, stabilendosi direttamente in prima posizione. L'anno successivo vinse il premio "Miglior video russo scelto dal pubblico" agli MTV Video Music Awards 2001.
Esiste un video del remix della canzone, l'HarDrum Remix, che ritrae continuamente lo spezzone del video originale in cui le ragazze si baciano.
Nel 2016 è stato caricato sul canale YouTube delle t.A.T.u. uno speciale dedicato al quindicennio della canzone in cui sono presenti scene inedite in alta definizione del video girato sedici anni prima.

## Tracce
CD maxi single (Russia)
1. Ja sošla s uma (Original) – 3:35
2. Ja sošla s uma (DJ Ram Remix) – 4:01
3. Ja sošla s uma (S. Galoyan Remix) – 4:33
4. Ja sošla s uma (DJ Ram Breakbeat Remix) – 3:40
5. Ja sošla s uma (HarDrum Remix) – 4:13
6. Ja sošla s uma (Music Video) – 3:51
7. Ja sošla s uma (Music Video Remix) – 4:02

Cassette maxi single (Russia)
1. Ja sošla s uma (Original) – 3:35
2. Ja sošla s uma (DJ Ram Remix) – 4:01
3. Ja sošla s uma (S. Galoyan Remix) – 4:33
4. Ja sošla s uma (DJ Ram Breakbeat Remix) – 3:40
5. Ja sošla s uma (HarDrum Remix) – 4:13

Promo CD single (Polonia)
1. Ja sošla s uma (All the Things She Said) – 3:29

Esistevano poi altre pubblicazioni della canzone su CD in Polonia, insieme al singolo successivo e ad altre canzoni dell'album.

### Remix ufficiali
Gli unici remix ufficiali pubblicati sono quelli elencati sopra. HarDrum Remix si può anche trovare nell'edizione russa da due dischi di Remixes.

## Successo commerciale
Nell'autunno del 2000 Ja sošla s uma debuttò radiofonicamente in Russia. La canzone raggiunse in breve tempo la vetta delle playlist delle radio russe, diventando un tormentone locale su Russkoe Radio, Dynamit, Europa Plus e HIT-Fm per diversi mesi. Nel complesso, il singolo venne trasmesso sulle radio nazionali e locali più di due milioni di volte. In quel periodo il video del brano apparve per la prima volta su MTV Russia, salendo in prima posizione una settimana dopo il debutto e rimanendo in cima per diciotto settimane. Il maxi singolo fu distribuito fisicamente a partire da dicembre del 2000, vendendo ufficialmente 50 000 copie (con una stima di 200 000 copie pirata vendute).
Nell'autunno del 2001 la canzone fu poi pubblicata nel resto dell'Europa dell'est, dove era già stata distribuita come bootleg illegale. Il giorno della sua uscita, debuttò alla numero uno nelle classifiche del canale bulgaro MM, surclassando artisti affermati come i Limp Bizkit e Jennifer Lopez. Raggiunse anche la prima posizione nella classifica airplay in Polonia, la 18 nella top 50 in Repubblica Ceca e la numero 8 nella top 30 in Lettonia, diventando molto popolare in tutto l'est europeo.

## Riconoscimenti
- MTV Video Music Awards
  - 2001 – Miglior video russo scelto dal pubblico[3]

- Premija Hit FM
  - 2001 – 100 Pound Hit[16]

- Premija Rekord" («Рекордъ»)
  - 2002 – Candidatura al Singolo dell'anno[17]

## Cover
Nel 2020 la cantante russa Klava Koka ha pubblicato una cover bel brano dal titolo Sošla s uma.